# Life Fighters FC
Der Life Fighters Football Club ist seit 1964 ein Fußballverein aus Otjiwarongo in Namibia. Der Verein ist auch unter dem Namen „Okahirona“ bekannt.
In den Saisons 1987 und 1988 spielte der Verein in der höchsten Spielklasse, der damaligen Namibia Soccer Super League. Der Wiederaufstieg gelang 1994 und mit der Vizemeisterschaft 1998 der größte bisherige Erfolg der Life Fighters. 2002 stieg er wieder ab und erst zur Saison 2016/17 gelang der Wiederaufstieg. In der Saison 2023/24 stieg Life Fighters als Tabellenletzter erneut in die zweitklassige Namibia First Division ab. Der Wiederaufstieg gelang nur ein Jahr später.
2001 und 2003 erreichte der Verein das Finale des NFA-Cup.

## Erfolge
- 2001: Finalist im Pokalwettbewerb
- 2003: Finalist im Pokalwettbewerb